# Karmazsin rozella
A karmazsin rozella (Platycercus elegans), más néven Pennantpapagáj vagy Pennant-papagáj, a madarak (Aves) osztályának, papagájalakúak (Psittaciformes) rendjébe, ezen belül a szakállaspapagáj-félék (Psittaculidae) családjába tartozó faj.
Nevét Thomas Pennant walesi természettudósról kapta, aki vadászzsákmányként először ejtette el a vadonban.

## Előfordulása, élőhelye
Főleg Kelet- és Délkelet-Ausztrália erdővel borított parti területein és a velük határos hegyvidékeken él 2000 méter magasságig. Az erdőszéleket, ligeteket, művelés alatt álló területeket, parkokat is lakja, a trópusoktól a mérsékelt égövig, száraz és nedves erdőkben, ártereken is előfordul. A fátlan vidékeket kerüli. Sikeresen meghonosították Új-Zélandon és a Norfolk-szigeten.

## Rendszertana
Habár már szerepel Johann Friedrich Gmelin által 1788-ban kibővített Systema Naturae című mű 13. kiadásában, mint Psittacus elegans, a Pennant-papagájt John Latham nevezte el 1781-ben. Tudományos nevet viszont nem adott neki, de ezt 1790-ben pótolta, amikor a Psittacus pennanti nevet adta neki. 1854-ben Martin Hinrich Carl Lichtenstein a „Nomenclator Avium Musei Zoologici Berolinensis” című művében a Platycercus nembe helyezte.
A sárga színváltozatot John Gould írta le Platycercus flaveolus néven. Ezt azonban besorolták a Pennant-papagáj fajba, miután kereszteződéseket figyeltek meg az elterjedési területek átfedésén. Néhány szakértő szerint a hibridek ritkák, így a külön faji besorolás fenntartható. Ez azonban kisebbségi vélemény.
Alfajai:
- Platycercus elegans elegans (Nagy karmazsin rozella) - Queensland délkeleti része, Új-Dél-Wales keleti része, Victoria, Délkelet-Ausztrália csúcsa, Új-Zéland és Norfolk-sziget - ez utóbbi két helyre betelepítették.
- Platycercus elegans fleurieuensis - piros szemű, sárga alfaj, piros helyett sárga a domináns színe. A Murray folyó mellett él.
- Platycercus elegans melanoptera (Északi karmazsin rozella) - Kenguru-sziget.
- Platycercus elegans nigrescens (Kis karmazsin rozella) - a nagy karmazsin rozellánál északabbra, Queensland partvidékétől Cooktownig, Cairns és Mackay.
- Platycercus elegans subadelaidae - piros és sárga egyedei is ismertek. A sárga és a piros alfajok keveréke.

A Természetvédelmi Világszövetség (IUCN) nem tartja veszélyeztetettnek.

## Megjelenése

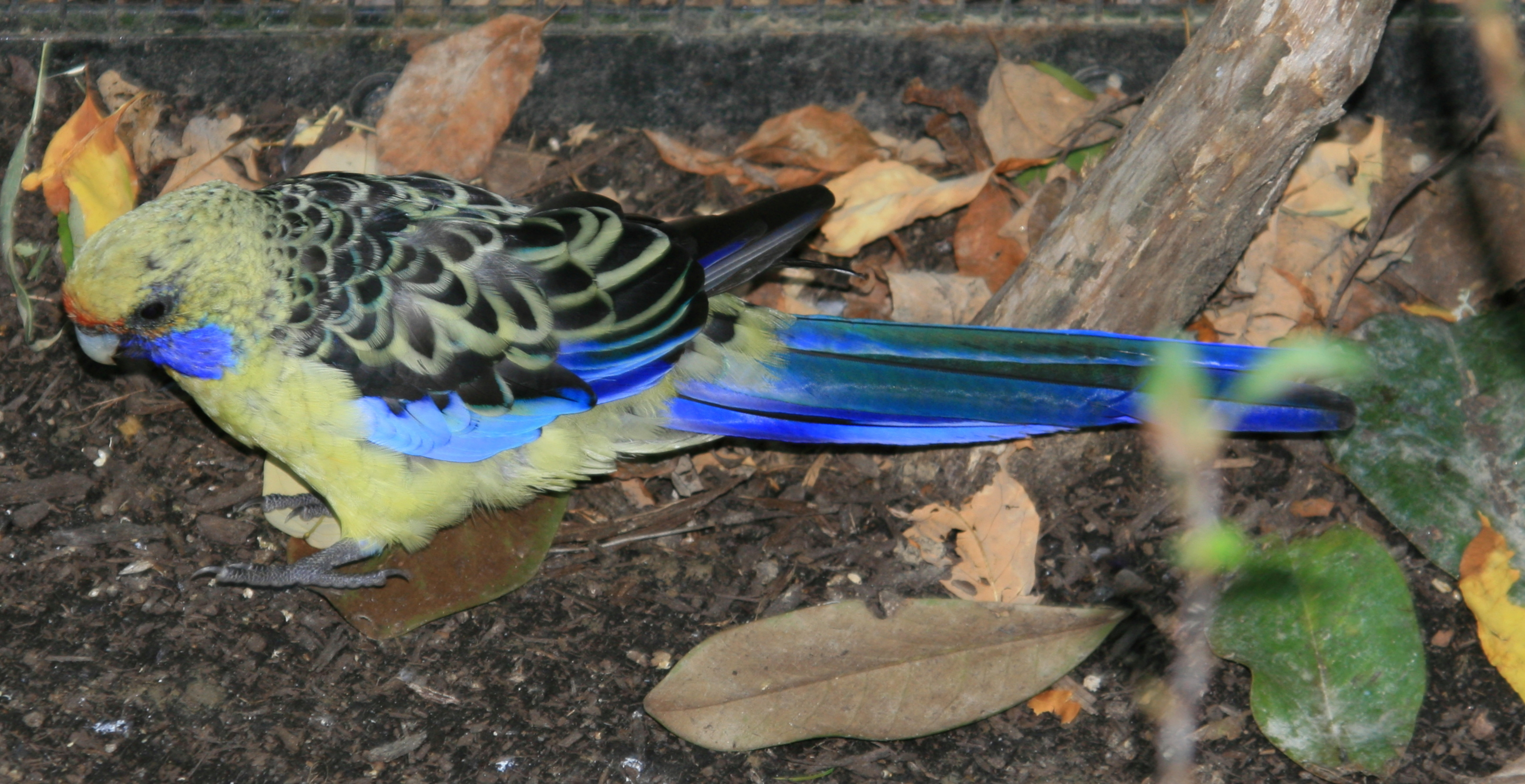
Sárga színváltozat

A papagáj testhossza 32–37 centiméter, testtömege 55–65 gramm, de akár 110–170 gramm is lehet. A felnőtt madár tollazatának alapszíne piros, torokfoltja, szárnya széle és faroktolla, amely 19 centiméter hosszú, kék színű. Evezői feketék. Szárnya széles, 18 centiméter hosszú, lekerekített végű. Hátán fekete foltok és sötét tollvégek találhatók, amelyek így a fajra jellemző jellegzetes pikkelyrajzolatot alkotják. Csőrének felső kávája sárgásfehér, alsó kávája sötétszürke. A két nem hasonlít egymásra, a tojó kisebb termetű, a hím csőre szélesebb, némelykor hosszabb is. A fiatal madár tollazata javarészt zöld színű és piros foltok tarkítják a hasának hátsó részén, mellének felső részén és homlokán, kivéve a P. e. nigrescens alfajt, amely kisebb, és melynek egyedei már fiatalon pirosak. A többiek csak 14 hónaposan pirosodnak ki. A P. e. melanoptera alfaj egyedeinek hátán a piros színt fekete mintázat tarkítja, amely így sötétebbnek tűnik. Színezete révén az erdő homályában a madár szinte alig ismerhető fel. Szeme sötétbarna, lába 1,9 centiméter hosszú és szürke.

### Hangja
Hangjának értékelése a „kellemes, nem túl hangos” minősítése az „elviselhetetlen, különösen a belső terekben kiállhatatlan” véleményig terjed. Táplálékkeresés közben halkan csivitelnek. Figyelmeztető kiáltása, a kviik-kviik hangosabb. Ezek a hangok a keleti rozelláéra emlékeztetnek.

## Képek

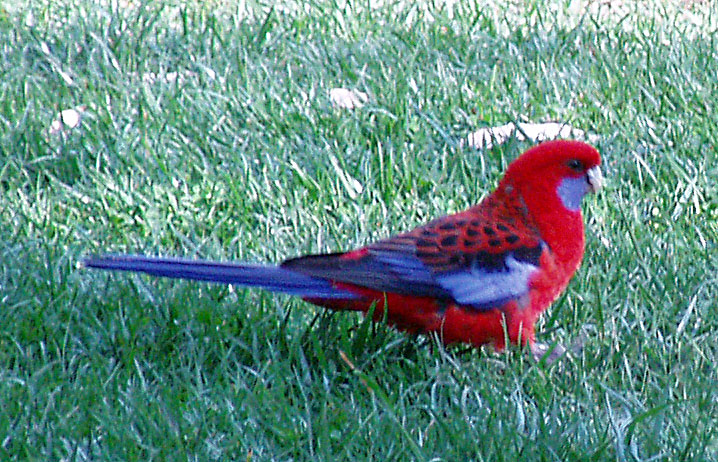
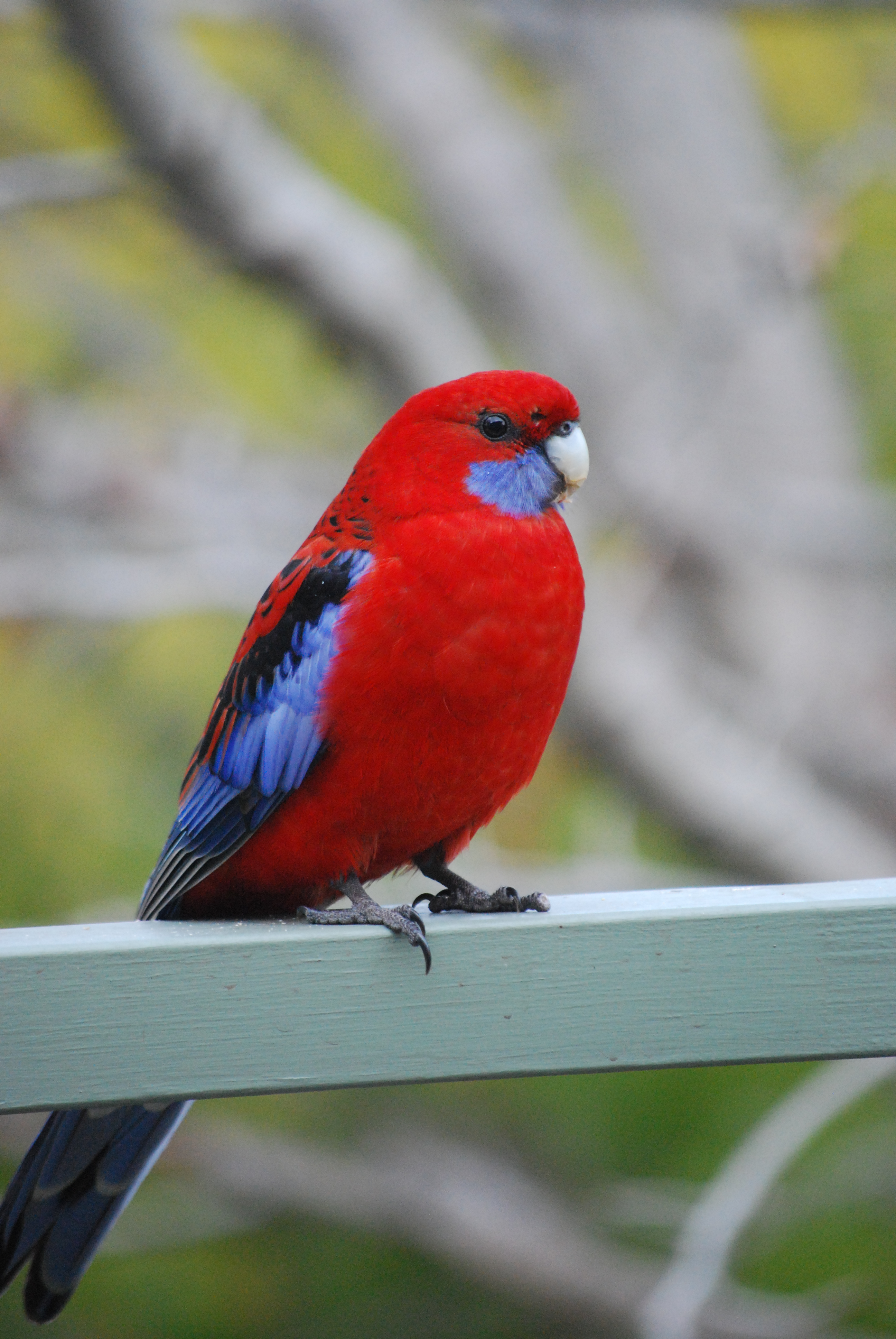
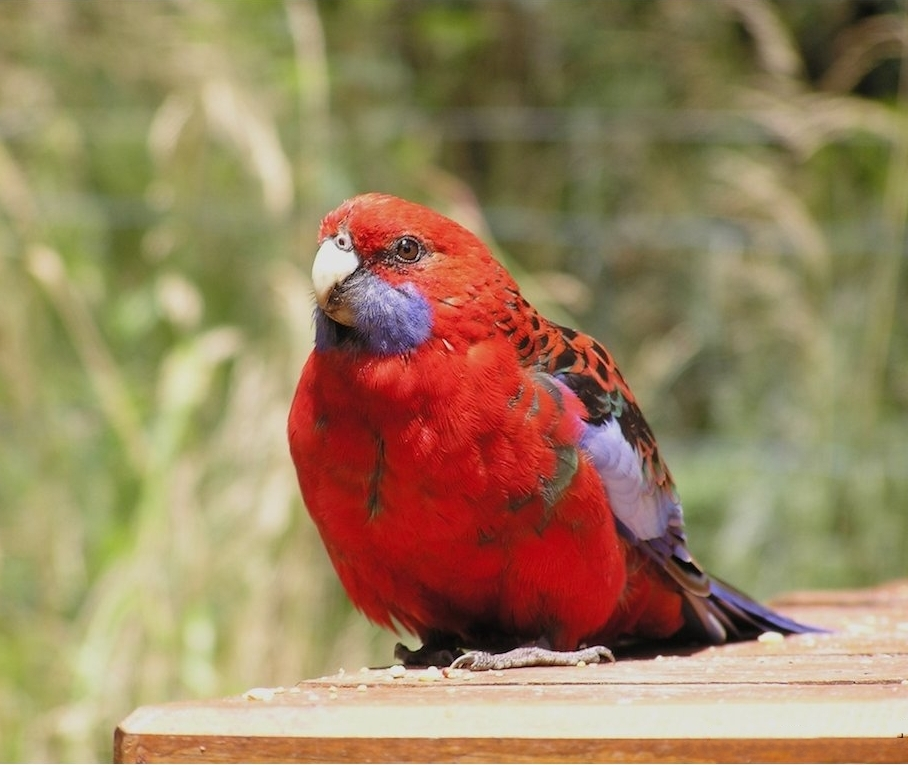
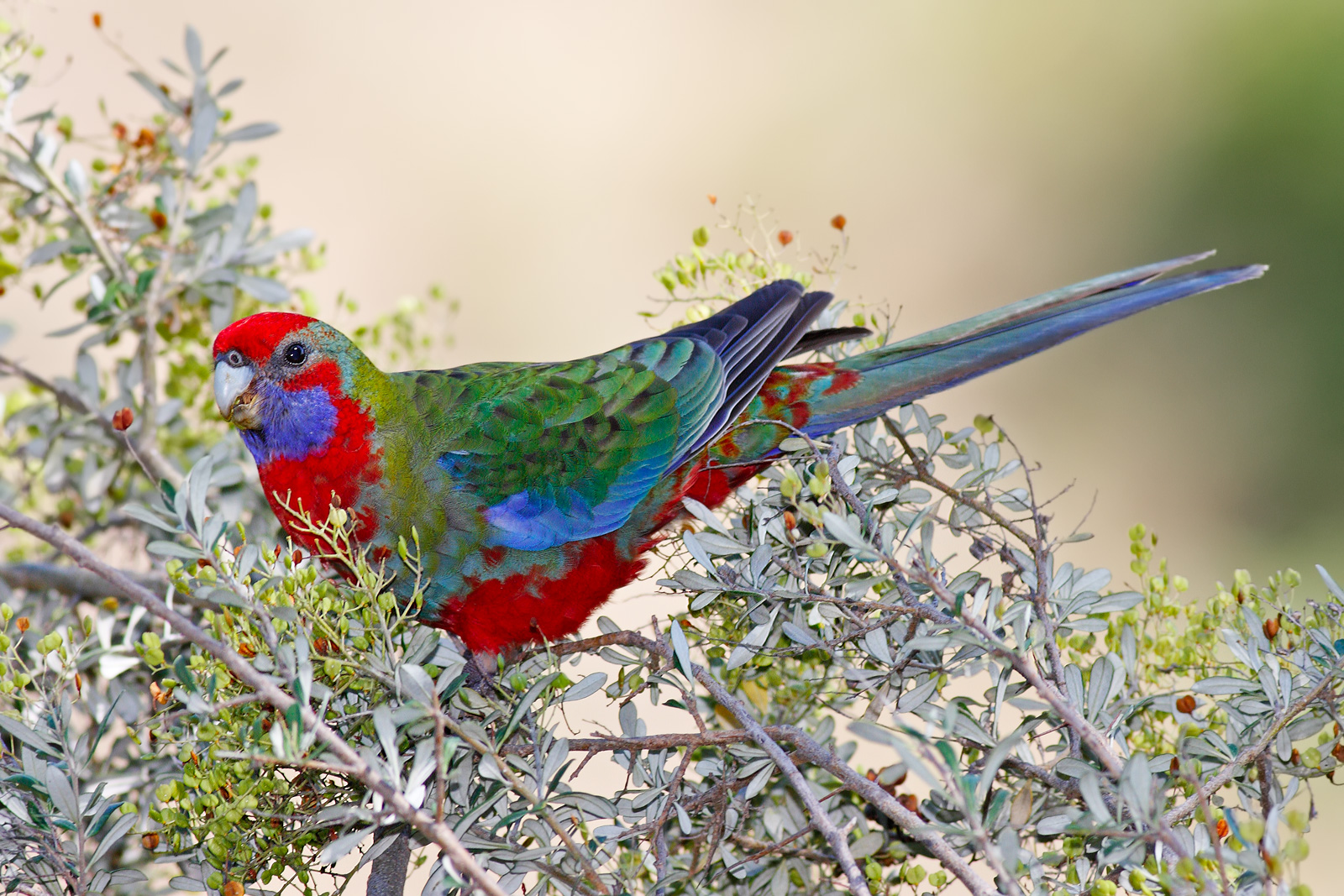
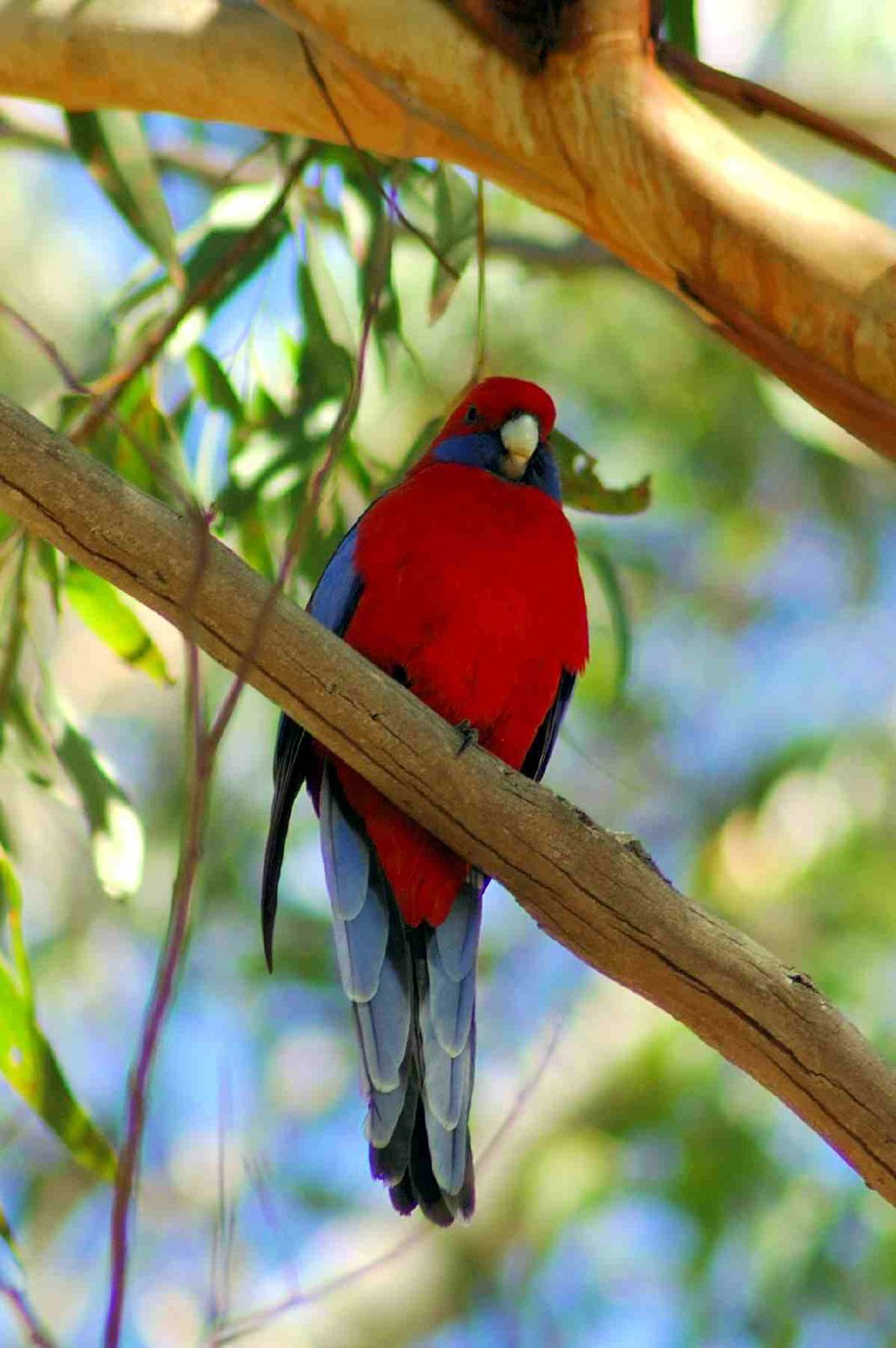
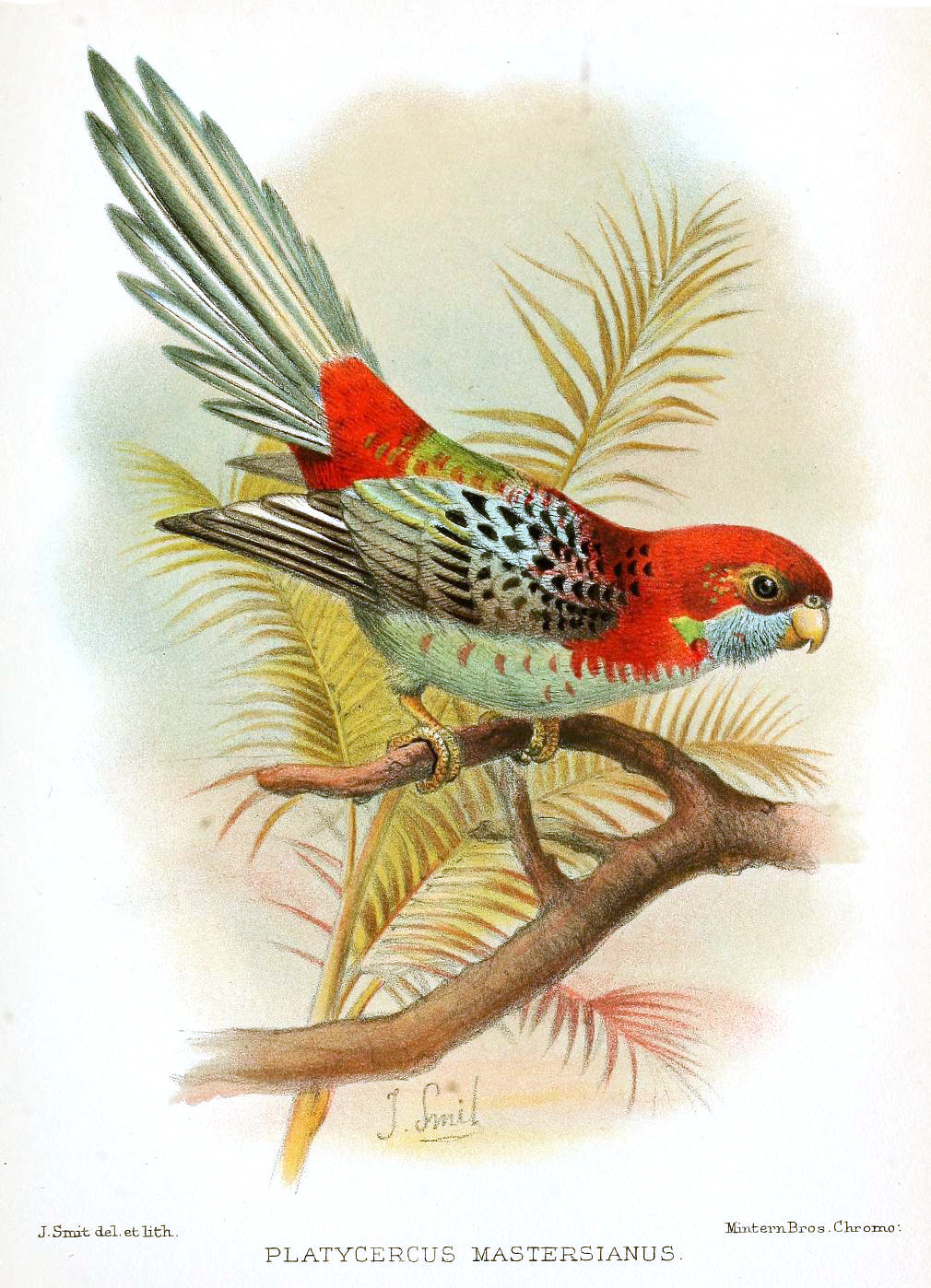

## Életmódja
A madár párosan vagy kisebb csapatokban él, csak a fiatalok alkotnak akár 20 tagú nagyobb csapatokat. Ragaszkodik otthonához, csak télen távolodik messzebb tőle. Szaporodási időben a monogám párok együtt keresgélik táplálékukat. Röpte hullámzó, csak ritkán repül magasabbra. Tápláléka magok, gyümölcsök, virágok, nektár, rovarok és lárvák. Nem terjeszti a magokat, mivel táplálkozás közben feldarabolja őket.  A farmerek kártevőnek tekintik, és a múltban irtották is. Egyes évszakokban a rovarlárvák akár a teljes táplálékmennyiség felét is elérhetik. A talajon és a fákon egyaránt keresi táplálékát.

## Szaporodása

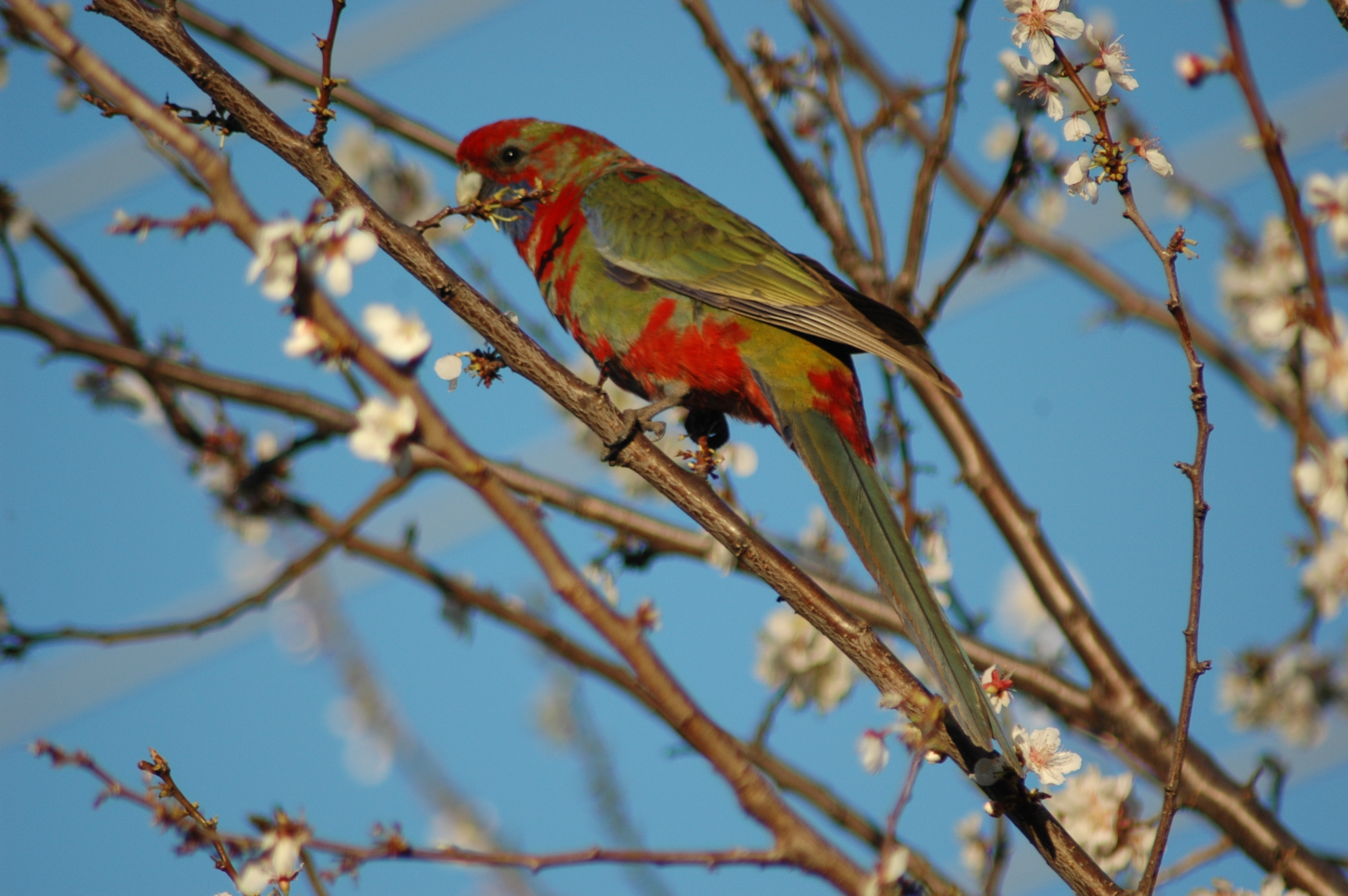
Fiatalon zöld színű. Az ivarérettség elérésekor „megérik”

Az ivarérettséget 1-2 évesen éri el. Udvarláskor a hím a tojó mellé ül, és szárnyait enyhén kitárva billegteti farkát. Eközben csicsereg is. A költési időszak szeptembertől február elejéig tart; nedves években korábban kezdődik, és tovább is elnyúlik. A fészek egy kibélelt faodúban van, akár 30 méter magasan, és 1 méter mély.  Az üreget a tojó választja, és mindketten részt vesznek a fészek előkészítésében. Egy fán egy pár fészkel. A párok szemmel tartják az odút, és énekelve tudatják a többiekkel, hogy a hely foglalt. A védelem az odú körüli fákra is kiterjed. A tojásrakás ideje október. A fészekalj 3-8 kerek (28 x 23 milliméter),  fehér tojásból áll. Közben a hím eteti a tojót. A fiókák három hét elteltével kelnek ki (16-28 nap, átlag 20 nap). Csak 41,8%-uk hím.  Eleinte csak anyjuk, később a hím is eteti őket. Megfelelő feltételek között a tojó egy másik fészekben még egyszer költ, mielőtt az első fészekalj kirepül. A fiatal madarak 5 hét után repülnek ki, de még egy hónapig a szülőkkel maradnak. A vadonban körülbelül 10 évig, fogságban tovább is élhet. Maximális élettartama 20-25 év.

## Tartása
Színezete miatt a Pennant-papagáj kedvelt hobbiállat. A vad piros szín mellett kék, sárga, fehér és fahéjszínű mutánsokat is kitenyésztettek. Csak párban, és legalább 6 méter hosszú röpdében tartható. Robusztussága és alkalmazkodóképessége miatt kezdőknek is ajánlják.

## Fenyegetések
Főként kutyák, macskák, kisebb részben rókák zsákmánya. Alkalmanként a pelék és a Strepera fajok lopnak tojást a fészekből. Azonban a Pennant-papagájok egymás legrosszabb ellenségei. A költési időben a tojók igyekszenek tönkretenni egymás fészekalját, és elpusztítani a tojásokat. Ez a leggyakoribb oka annak, hogy a tojások nem kelnek ki. Ennek hatására az áldozat elhagyja az addigi költőodúját, és másikat keres.

### Fordítás
- Ez a szócikk részben vagy egészben  a   Pennantsittich című német Wikipédia-szócikk fordításán alapul.  Az eredeti cikk szerkesztőit annak laptörténete sorolja fel. Ez a jelzés csupán a megfogalmazás eredetét és a szerzői jogokat jelzi, nem szolgál a cikkben szereplő információk forrásmegjelöléseként.
- Ez a szócikk részben vagy egészben  a   Crimson rosella című angol Wikipédia-szócikk fordításán alapul.  Az eredeti cikk szerkesztőit annak laptörténete sorolja fel. Ez a jelzés csupán a megfogalmazás eredetét és a szerzői jogokat jelzi, nem szolgál a cikkben szereplő információk forrásmegjelöléseként.